# Frjazino
Frjazino (rusky Фря́зино) je město v Moskevské oblasti Ruska, na řece Ljubosejevce. Má přibližně 59 tisíc obyvatel; nachází se 25 km severovýchodně od Moskvy. Status města obdrželo Frjazino v roce 1951. Jedná se o centrum sovětské (ruské) mikrovlnné elektroniky.
Dekretem prezidenta Ruska v roce 2003 Frjazino dostalo status města vědy (naukograd).

## Slavní rodáci
- Alexandr Balandin, sovětský kosmonaut